# Bajor himnusz
A bajor himnusz a Bajor Szabadállam hivatalos himnusza.

A bajor zászló „színei”

A bajor himnusz magyarhoz hasonlóan lassú zenéjét Konrad Max Kunz 1835-ben szerezte, amelyhez szöveget – hagyományosan az első három strófát – Michael Öchsner 1860-ban írt. A himnusz először 1860. december 15-én hangzott el, népénekként, s különböző verziói születtek. 1946-ban költötte át Joseph Maria Lutz bajor költő a harmadik, ún. „Königsstrophe”-t. 1964 óta hivatalos himnusz, amelyet Alfons Goppel bajor miniszterelnök 1966. július 29-én himnuszként iktatott törvénybe, Josef Maria Lutz eredeti szövegével. Ezt aztán Franz Josef Strauss a ma is énekelt változatra módosíttatta 1980. július 18-án. 
Az eredeti kottát sokáig elveszettnek hitték, míg 1995-ben dr. Johannes Timmermann levéltáros kutatásai során meg nem találta.

## Aktuális változat

Bayernhymne

1. Gott mit dir, du Land der Bayern,

deutsche Erde, Vaterland!

Über deinen weiten Gauen

ruhe seine Segenshand!

|: Er behüte deine Fluren,

schirme deiner Städte Bau

Und erhalte dir die Farben

seines Himmels, weiß und blau! :|
2. Gott mit dir, dem Bayernvolke,

dass wir, uns'rer Väter wert,

fest in Eintracht und in Frieden

bauen uns'res Glückes Herd!

|: Dass mit Deutschlands Bruderstämmen

einig uns ein jeder schau

und den alten Ruhm bewähre

unser Banner, weiß und blau! :|

## Variációk

### 1946-os verzió
1. Gott mit dir, du Land der Bayern,

Heimaterde, Vaterland!

Über deinen weiten Gauen

Walte seine Segenshand!

|: Er behüte deine Fluren,

schirme deiner Städte Bau

Und erhalte dir die Farben

seines Himmels, weiß und blau! :|
2. Gott mit uns, dem Bayernvolke,

Wenn wir, unsrer Väter wert,

Stets in Eintracht und in Frieden

Bauen unsres Glückes Herd;

|: Daß vom Alpenland zum Maine

Jeder Stamm sich fest vertrau'

Und die Herzen freudig eine

Unser Banner, weiß und blau! :|
3. Gott mit uns und Gott mit allen,

Die der Menschen heilig Recht

Treu beschützen und bewahren

Von Geschlechte zu Geschlecht.

|: Frohe Arbeit, frohes Feiern,

Reiche Ernten jedem Gau,

Gott mit dir, du Land der Bayern

Unterm Himmel, weiß und blau! :|

### Az1860-as eredeti
Für Bayern
Gott mit dir, du Land der Bayern,

Deutsche Erde, Vaterland!

Über deinen weiten Gauen

Ruhe deine Segenshand!

Er behüte deine Fluren,

Schirme deiner Städte Bau

Und der Himmel dir erhalte

Seine Farben – Weiß und Blau.
Gott mit dir, dem Bayernvolke,

Daß wir unsrer Väter wert,

fest in Eintracht und in Friede

bauen unseres Glückes Herd;

Daß der Freund da Hilfe finde,

Wehrhaft uns der Gegner schau,

Wo die Rauten-Banner wehen,

Unsre Farben – Weiß und Blau!
Gott mit ihm, dem Bayer-König,

Vater Max aus Wittelsbach! 

Über seinem Hause wölbe

Sich des Himmels schirmend Dach!

Gott erhalte uns den Herrscher,

Volkes-Glück in jedem Gau,

Reine Sitte, deutsche Treue,

Ew'ge Farben – Weiß und Blau.

### Néhány évvel későbbi változat
Für Bayern
Gott mit dir, du Land der Bayern,

Deutsche Erde, Vaterland!

Über deinen weiten Gauen

walte deine Segenshand!

Er behüte deine Fluren,

Schirme deiner Städte Bau

Und erhalte dir die Farben

Seines Himmels – Weiß und Blau!
Gott mit dir, dem Bayernvolke,

Daß wir, unserer Väter werth,

Fest in Eintracht und in Frieden

Bauen unseres Glückes Herd!

Daß mit Deutschlands Bruderstämmen [Variante: Daß in Noth und in Gefahren]

Einig uns der Gegner schau

Und den alten Ruhm bewähre

Unser Banner – weiß und blau.
Gott mit ihm, dem Bayerkönig!

Segen über sein Geschlecht!

Denn mit seinem Volk in Frieden

Wahrt er dessen heilig Recht.

Gott mit ihm, dem Landesvater!

Gott mit uns in jedem Gau!

Gott mit dir, du Land der Bayern,

Deutsche Heimath – weiß und blau! 

### A harmadik strófa republikánus változata
Gott mit uns und Gott mit allen,
 
die der Menschen Heilig Recht
 
treu behüten und bewahren
 
von Geschlechte zu Geschlecht!
 
Gott mit dem, der Recht und Frieden
 
uns bewahrt in jedem Gau!
 
Gott mit dir, du Land der Bayern
 
deutsche Heimat – weiß und blau!

### Biermösl Blosn1983-as változata: a „BayWa-Lied“
Gott mit dir, du Land der Baywa,
 
deutscher Dünger aus Phosphat.

Über deinen weiten Fluren

liegt Chemie von fruah bis spaat.

Und so wachsen deine Rüben,
 
so ernährest du die Sau.

Herrgott, bleib dahoam im Himmi,
 
mir hom Nitrophoska blau.
A BayWa-Lied 2001-ben nagy botrányt okozott, mivel tulajdonképpen nem más, mint a himnusz bajorokat sértő paródiája.